# Texico, Novi Meksiko
Texico je grad u okrugu Curryju u američkoj saveznoj državi Novom Meksiku. Prema popisu stanovništva SAD 2010. ovdje je živjelo 1130 stanovnika. 

## Zemljopis
Nalazi se na 34°23′28″N 103°2′54″W / 34.39111°N 103.04833°W (34.391244, -103.048239). Prema Uredu SAD-a za popis stanovništva, zauzima 2,1 km2 površine, sve suhozemne.
Nalazi se na granici Teksasa i Novog Meksika. Grad je dobio ime prema tome, pa je nastala kovanica Tex (Texas) i ico (New Mexico).

## Stanovništvo
Prema podatcima popisa 2010. u Texicu je bilo 1 130 stanovnika, 392 kućanstva od čega 284 obiteljskih, a stanovništvo po rasi bili su 52,6% bijelci, 4,7% "crnci ili afroamerikanci", 1,5% "američki Indijanci i aljaskanski domorodci", 0,1% Azijci, 0,1% havajskih domorodaca, 38,4% ostalih rasa, 2,7% dviju ili više rasa. Hispanoamerikanaca i Latinoamerikanaca svih rasa bilo je 55,9%.